# Église Saint-Nicolas de Shanghai

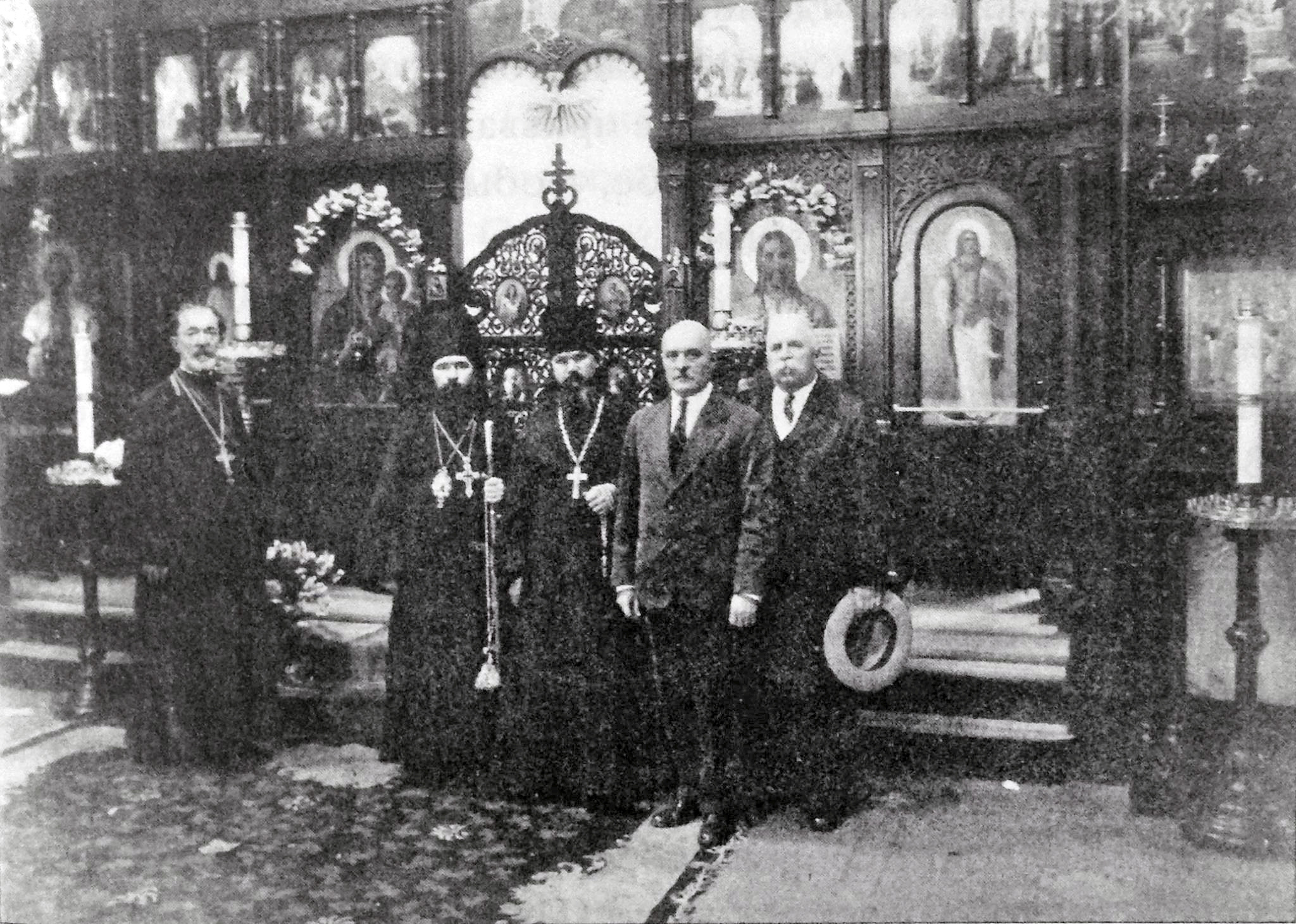
Iconostase de l'église avec l'archevêque saint Jean de Shanghai et des paroissiens.

L'église Saint-Nicolas est une ancienne église orthodoxe russe qui se trouve à Shanghai en Chine dans l'ancienne concession française au 16 rue de Gaolan (autrefois rue Corneille). L'édifice abrite actuellement un restaurant français Ashanti à l'étage et un restaurant espagnol La Boca au rez-de-chaussée. C'est un monument protégé depuis 1994.

## Historique

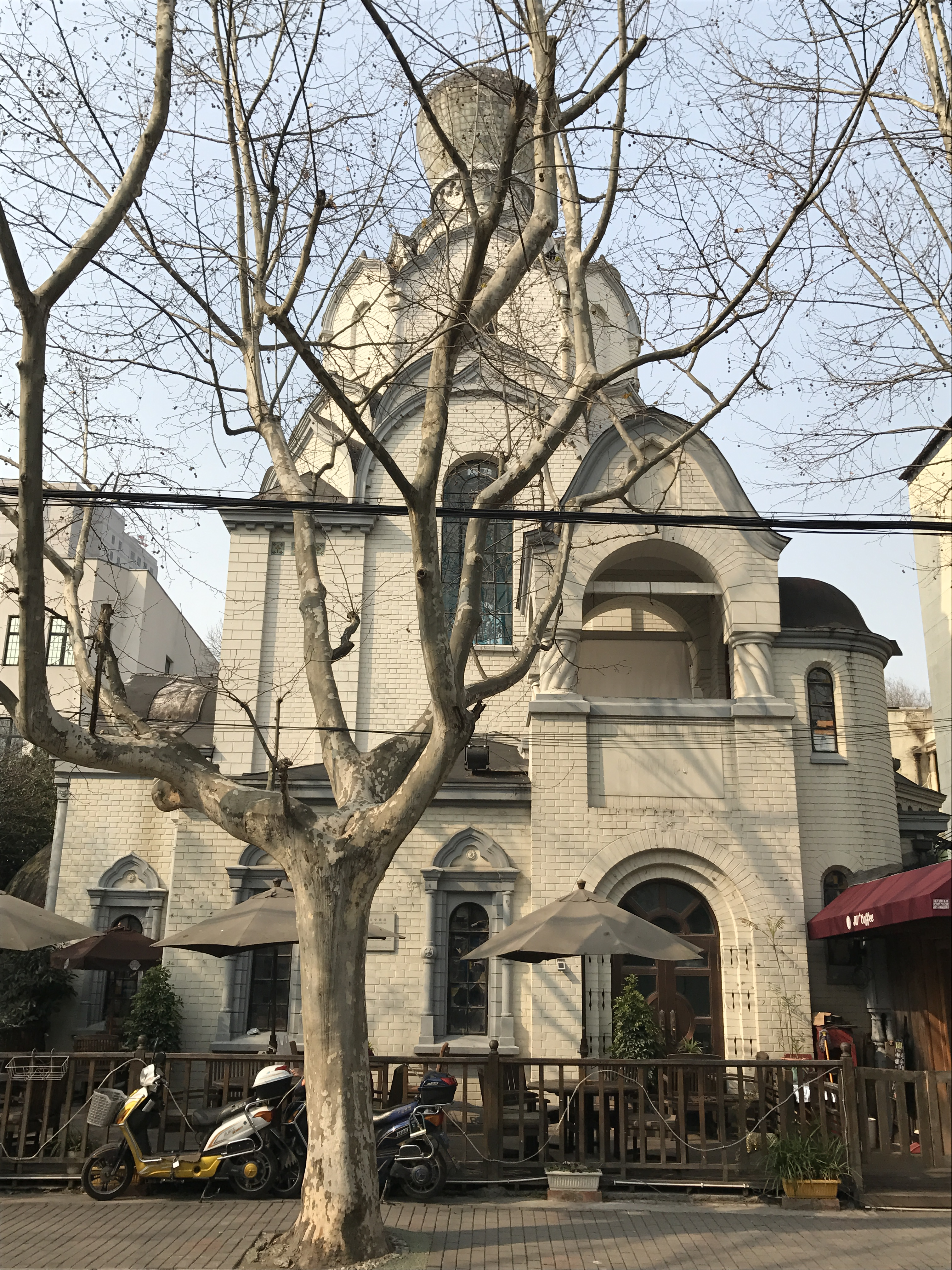
L'église transformée en restaurants aujourd'hui.

L'église a été construite en 1932 à l'initiative des Russes blancs de Shanghai réfugiés ici après la révolution de 1917, et en particulier du général Glebov, grâce aux dons des émigrés, ainsi que du général Fleming. Elle est consacrée en mars 1934 en l'honneur de saint Nicolas, patron de l'empereur défunt Nicolas II, pour réparer le massacre de la famille impériale. Elle dépend canoniquement du patriarcat de Constantinople.
L'église est fermée en août 1955, après la révolution communiste de 1949, et le départ des Européens. Elle est transformée en entrepôt, puis en blanchisserie. Toutes les églises orthodoxes de Shanghai sont fermées et interdites en 1965, au début de la révolution culturelle. Pendant l'exposition universelle de 2010, les combles ont été à nouveau consacrés pour permettre aux visiteurs orthodoxes d'assister aux liturgies.